# Govert Indebetou (sjukgymnast)
Johan Govert Indebetou, född 10 oktober 1810 i Göteborg, död 5 december 1854 i Stockholm, var en svensk sjukgymnast.
Govert Indebetou var son till majoren Thomas Indebetou. Han inskrevs 1825 vid Krigsakademien på Karlberg och blev 1833 underlöjtnant vid Svea artilleriregemente. Indebetou genomgick Högre artilleriläroverket på Marieberg 1835–1836 och en kurs vid Gymnastiska Centralinstitutet 1836–1837 samt tog avsked från aktiv militärtjänst 1838. Samma år upprättade han i London det första institutet för svensk sjukgymnastik utomlands, vilket han skötte fram till 1851, då han flyttade tillbaka till Sverige. Indebetou utgav bland annat Therapeutic manipulation or medicina mechanica (1842, 2:a upplagan 1846), som är den första på annat språk skrivna redogörelsen för linggymnastik. Den kom att både i Storbritannien och Tyskland väcka intresse för verksamheten vid Gymnastiska Centralinstitutet och främst den medicinska tillämpningen.